# Ezcurrita
L'ezcurrita és un mineral de la classe dels borats. Rep el seu nom en honor de Juan Manuel de Ezcurra (1900-1970), director de la Compañia Productora de Boratos SA.

## Característiques
L'ezcurrita és un borat de fórmula química Na₂B₅O₇(OH)₃·2H₂O. Cristal·litza en el sistema triclínic en forma de cristalls prismàtics que són fibrosos o aplanats, moderadament estriats i allargats al llarg de [001], que es poden doblegar, de fins a 7,5 cm; també en forma de masses intercrescudes, escindibles. La seva duresa a l'escala de Mohs va de 3 a 3,5.
Segons la classificació de Nickel-Strunz, l'ezcurrita pertany a «06.EB - Inopentaborats» juntament amb els següents minerals: larderel·lita, probertita, tertschita i priceïta.

## Formació i jaciments
L'ezcurrita va ser descoberta a la mina Tincalayu (Mina Boroquímica), al Salar del Hombre Muerto (província de Salta, Argentina) formada probablement a partir de solucions derivades de la deshidratació del bòrax en un dipòsit discordant en limolites i gresos de platja plegats, associada amb bòrax, kernita i halita. També ha estat trobada a la pegmatita Muiâne, a Alto Ligonha (Zambézia, Moçambic).